# Tátramogyoród megállóhely
Tátramogyoród megállóhely (Tatranský Lieskovec zast.) vasúti megállóhely Tátracsorbán az Eperjesi kerületben Szlovákiában. A megállóhely a Csorba–Csorbató között működő Csorbatói Fogaskerekű Vasút vonalán fekszik, a két végállomás közötti egyetlen megállóhely. A Železničná spoločnosť Slovensko a.s. üzemelteti. 

## Fekvése
A megállóhely Csorba vasútállomástól 3 km-re északra fekszik.

## A megállóhely
A megállóhelyen egy fedett beálló található. Jegypénztára nincs.

## Kapcsolódó állomások
A vasútállomáshoz az alábbi állomások vannak a legközelebb:
- Csorbató vasútállomás (Csorbató vasútállomás, Csorbatói Fogaskerekű Vasút)
- Csorba vasútállomás (Csorba vasútállomás, Csorbatói Fogaskerekű Vasút)

## Vasútvonalak
Az állomást az alábbi vasútvonalak érintik:
- 182 Csorbatói Fogaskerekű Vasút